# PSP Remaster
PSP Remaster（ピーエスピー・リマスター）は、PlayStation Portable (PSP) 向けに販売されたゲームソフトを PlayStation 3 (PS3) 向けにも販売する、ソニー・コンピュータエンタテインメント(SCE) 主導によるゲームシリーズ。

## 概要

### 開発経緯
元々はPSP用ソフトをPS3で走らせることができるかを検証するエミュレータの技術的テストが企画の原点であり、それが予想以上にうまくいったため、具体的な商品化を行うことになった。
シリーズ第1弾となった『モンスターハンター ポータブル 3rd HD Ver.』のプロデューサーであるカプコンの辻本良三は、SCEから企画が持ち込まれた時点で既にPS3で『モンスターハンターポータブル 3rd』のデモが動いていて、その画面を見てすぐに制作を決めたとコメントしている。
なお、このリマスターが実装された後の2022年以降はPS Plus加入者向けにPS4、PS5向けに一部の海外向けなどのPSP用作品をPS4/PS5向けにリマスターしたバージョンが販売されるケースも増えている。PS4/PS5で遊ぶリマスター作品はトロフィーが実装されている。

### 特徴
プログラムを最初からPS3向けに構築する「移植」とは違い、走らせるプログラム自体はPSP版そのままであるため、ゲーム本編の内容はPSP版と全く同一である（特典映像といったゲーム本編以外の追加コンテンツは可能）。セーブデータもPSP版と全く同じものであるため、プレイヤーがセーブデータをコピーや上書きすることで、PSP版で遊んだ続きをPS3で遊ぶといったことも可能。
PS3の機能により、映像出力がフルHD（1920×1080プログレッシブ）や3Dテレビに対応しており、それに合わせてポリゴンモデル出力の高画質化や、テクスチャデータの細密化が行われている。ただし、フレームレートはゲーム性が変わる危険性があるためPSP版のまま変更していない。PSPの仕様上インストラクチャーモードに接続したままオンラインマルチプレイを行うことができないため（DLCの受信などは可能）、PS3の機能で補完している面が特徴である。
元はPSP用ソフトであるため、PS3用ソフトに実装が義務付けられているトロフィーには対応していない。また、ネットワーク対応もPlayStation Networkではなく、アドホック・パーティーでの対応となる。

## シリーズソフト
発売元がPSP Remasterと明言しているもののみ掲載。
- モンスターハンター ポータブル 3rd HD Ver.（カプコン、2011年8月25日発売）
- けいおん! 放課後ライブ!! HD Ver.（セガ、2012年6月21日発売）
- 真・三國無双 MULTI RAID 2 HD Version（コーエーテクモゲームス、2012年7月26日発売）
- 英雄伝説 空の軌跡FC:改 HD EDITION（日本ファルコム、2012年12月13日発売）
- 英雄伝説 空の軌跡SC:改 HD EDITION（日本ファルコム、2013年4月25日発売）
- 英雄伝説 空の軌跡 the 3rd：改 HD EDITION（日本ファルコム、2013年6月27日発売）